# Rosalina Lydster
Rosalina Trần Lydster (sinh ngày 16 tháng 9 năm 1962) là nhà thiết kế trang sức người Mỹ gốc Việt. Bà còn đồng thiết kế vương miện dành cho cuộc thi Hoa hậu Hoàn vũ 2008.

## Tiểu sử

### Thân thế và học vấn
Rosalina Lydster chào đời tại Việt Nam có mẹ tên Võ Hải là thợ kim hoàn cho Đệ nhất Phu nhân Việt Nam và người có vai vế trong xã hội Sài Gòn thời Việt Nam Cộng hòa. Cha tên Charles Trần là kiến trúc sư được đào tạo bài bản. Gia đình này sở hữu cả một cơ sở kinh doanh đồ trang sức chuyên phục vụ những khách hàng cao cấp. Về sau do lo ngại cộng sản lên cầm quyền sau khi chiến tranh kết thúc nên họ đành rời bỏ đất nước sang Mỹ theo diện dân tị nạn trong thập niên 1970 và vẫn tiếp tục công việc kinh doanh đồ trang sức ở San Francisco. Lydster theo học ngành kinh doanh tại Đại học Tiểu bang San Francisco và tiếp tục học hỏi thêm nữa tại Học viện Thiết kế & Thương mại Thời trang.

### Phát triển sự nghiệp riêng
Sau khi tốt nghiệp ra trường, Lydster khởi nghiệp với tư cách là chủ ngân hàng đầu tư. Bà góp phần thiết kế nhẫn cưới và các tác phẩm khác dành tặng bạn bè cho đến khi quyết định thành lập công ty mang tên Jewelry by Rosalina vào năm 2001. Năm 2005, bà được vinh danh là một trong những nhà trang sức chính thức cho Giải thưởng Oscar năm 2006. Năm 2008, Lydster được chọn làm nhà đồng thiết kế cho cuộc thi Vương miện Hoa hậu Hoàn vũ 2008, và là giám khảo sơ bộ cho cuộc thi Hoa hậu Hoàn vũ 2008 và 2009.
Năm 2019, bà trở thành đồng giám đốc sản xuất cho House of Ho, "docusoap" chiếu trên kênh HBO Max. House of Ho là chương trình thực tế đầu tiên của người Việt trên mạng truyền hình chính thức.  Lydster hiện là CEO của hãng Rosalina Entertainment kiêm Chủ tịch tại IDES Distribution.